# NGC 6622
NGC 6622 é uma galáxia espiral (Sbc) localizada na direcção da constelação de Draco. Possui uma declinação de +68° 21' 15" e uma ascensão recta de 18 horas, 12 minutos e 59,9 segundos.
A galáxia NGC 6622 foi descoberta em 2 de Junho de 1885 por Lewis A. Swift.